# Окуневская-Морачевская, София Атанасовна
Софи́я Атана́совна Окуне́вская-Мораче́вская (укр. Софія Атанасівна Окуневська-Морачевська, нем. Dr. in Sofia Okunewska-Moraczewska; 12 мая 1865, Должанка, Королевство Галиции и Лодомерии, Австрийская империя — 24 февраля 1926, Львов) — украинский врач, педагог и эрудит. Первая выпускница университета и первая женщина-врач в Австро-Венгрии. Первая в Галиции и Австро-Венгрии начала использовать лучевую терапию в борьбе с онкологией. Впервые в Западной Украине организовала курсы для сестёр милосердия, курсы акушерок, соинициировала создание первого врачебного профсоюза. Составила словарь украинской медицинской терминологии. Первый гинеколог в Галиции, открыла собственную врачебную практику, между тем практиковала во Львове, Швейцарии, Чехии, австрийских лагерях Первой мировой.
Близкая подруга Ольги Кобылянской, соратница Натальи Кобринской, публиковалась в «Первом венке» (псевдоним Ерина, рассказы «Песок. Песок!» и «Семейная неволя в песнях и свадебных обрядах»).

## Биография
Родилась 12 мая 1865 года в селе Должанка, ныне Тернопольский район, Тернопольская область, Украина (тогда Тернопольского уезда, Королевство Галиции и Владимирии, Австрийская империя) в семье священника Атанаса Даниловича Окуневского (происходил из древнего украинского рода Окунов), который в 1881 году успешно окончил Венский медицинский университет и стал доктором медицины. Тогда в жизни произошел переломный период, из-за которого Атанас отправился в науку. Работал на Буковине, куда очень часто приезжала София. Дядя Окуневский Кирилл Данилович — один из первых украинцев, получивших высшее фармацевтическое образование.
В 1870 году умерла мать Софии — Каролина Лучаковская. С тех пор Софья воспитывалась у тёти — Теофилии Окуневской-Озаркевич, в семье Ивана Озаркевича.

### Образование
В 1884 году Окуневской удалось получить разрешение на сдачу экзаменов за гимназический курс, и в 1885 году она их блестяще сдала при Львовской академической гимназии, чем вызвала сенсацию во всей Галиции (в 1886 году эту гимназию закончило только 13 девушек). Одним из её учителей был филолог Юлиан Кобылянский (брат Ольги Кобылянской), который был в восторге от способностей девушки.
Поскольку в Австро-Венгрии женщин не принимали в университеты, в 1887 году София и её свояченица Наталья Кобринская поступили в вуз в Швейцарии. Кобринская на экономику, а Окуневская на медицинский факультет Цюрихского университета, который окончила в январе 1896 года, став первой женщиной-врачом в Австро-Венгрии и первой украинкой Галиции, получившей университетское медицинское образование. Тогда же дебютировала в литературе — в первом женском альманахе «Первый венок» она под псевдонимом Ерина опубликовала рассказы «Песок. Песок!» и «Семейная неволя в песнях и свадебных обрядах».

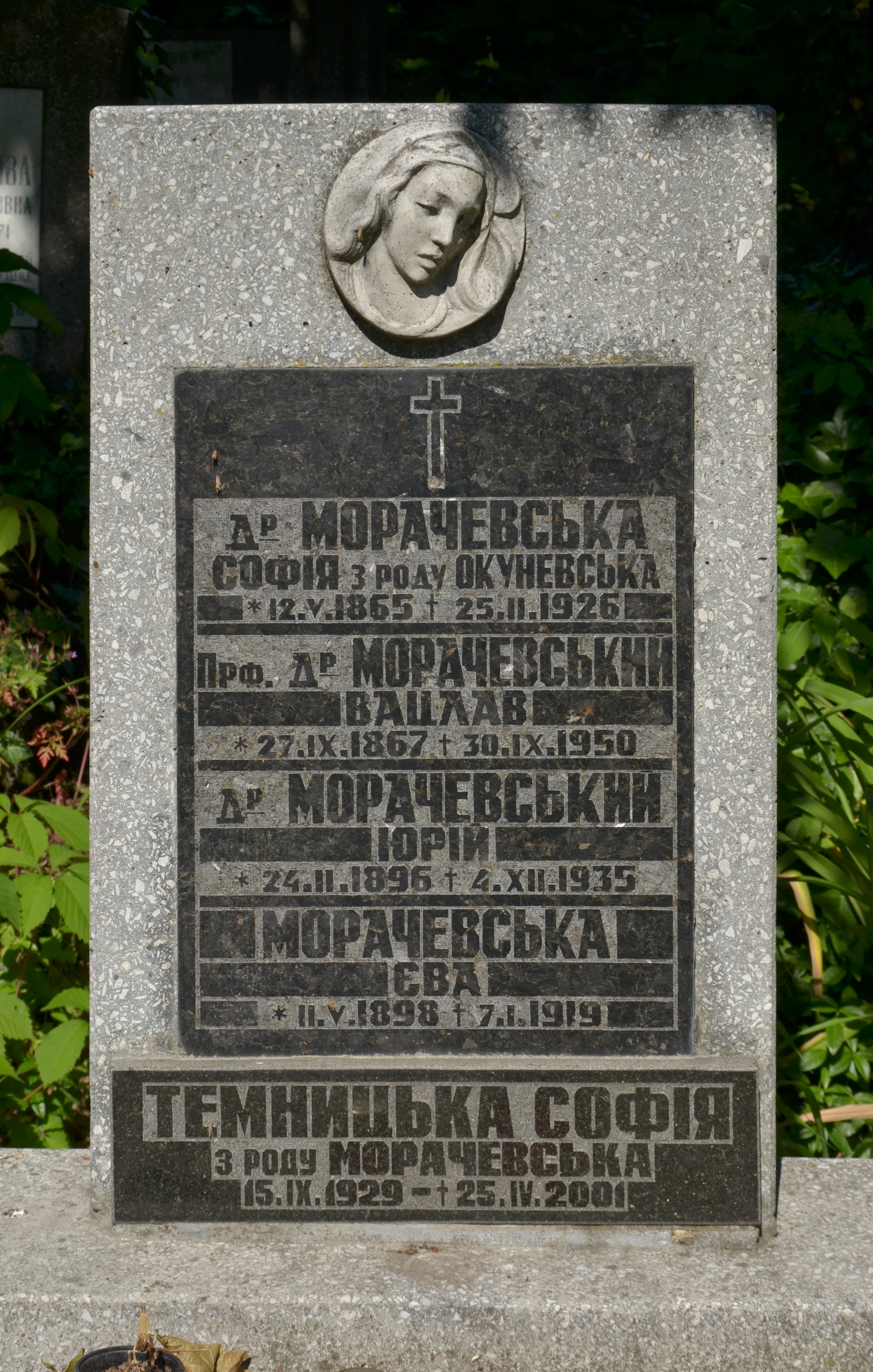
Могила Софии Окуневской на Лычаковском кладбище

В Цюрихе София Окуневская познакомилась со студентом Вацлавом Морачевским, уроженцем Варшавы, который имел репутацию украинофила, и в 1890 году вышла за него замуж. В 1895 во время шевченковского праздника в Кракове супруги познакомились со студентом Ягеллонского университета Василием Стефаником. В феврале 1896 года Окуневская-Морачевская родила сына Юрия. В этом же году опубликовала свою докторскую диссертацию об изменениях в крови под влиянием анемии, получив докторскую степень по медицине в Цюрихском университете. Как писала львовская газета «Дело»: «Это первый доктор среди украинских женщин, а также первый доктор-женщина в бывшей Австрии…».
В 1898 году Окуневская-Морачевская родила дочь Еву. С 1900 года жила с мужем и работала в Карловых Варах (Чехия). София Окуневская практиковала в Швейцарии, Чехии, во Львове.

### Врачебная деятельность
Несмотря на полученный диплом и даже защищенную диссертацию, достойную работу Окуневская-Морачевская найти не могла. Её врачебную профессию в Польше не признали: не из-за профессиональной неспособности, а просто потому что она — женщина.
Только с 1 октября 1903 года Окуневская-Морачевская начала практиковать во Львове, в благотворительной частной «Народной лечебнице» для бедных, которую возглавил ее двоюродный брат Евгений Озаркевич. Персонал работал на благотворительных началах. Из разных отделений Окуневская сразу выбрала гинекологию и, фактически, стала первой женщиной-гинекологом в Галичине.
Она развернула при «Народной лечебнице» активную деятельность: впервые в Западной Украине организовала курсы для сестёр милосердия, затем — курсы акушерок. Также она заключила словарь украинской медицинской терминологии и была соинициатором создания «Врачебной комиссии» — первого профсоюза врачей.
Во время Первой мировой войны пошла лечить украинцев в австрийские лагеря.
По окончании войны развелась с мужем и наконец открыла собственную врачебную практику.
Окуневская была первым врачом Галиции и Австро-Венгрии, кто начал использовать лучевую терапию в борьбе с онкологическими заболеваниями.
София Окуневская была очень талантливым и эрудированным человеком, которым восхищались Иван Франко и Василий Стефаник. Ольга Кобылянская о ней высказалась так: «От неё пошёл мне тот свет, по которому я так тосковала, невнятно мечтала».
Последние годы провела во Львове, где вела небольшую врачебную практику. Жила в доме напротив Собора Святого Юра, этот дом приобрел Андрей Шептицкий для художника Олексы Новаковского.
Умерла в больнице от гнойного аппендицита. Похоронена на участке № 36 Лычаковского кладбища во Львове. Рядом с ней позже похоронили её сына Юрия, дочь Еву, мужа Вацлава, внучку Софию.

## Память
В ноябре 2022 года был основан подготовительный курс Пласта имени Софии Окуневской-Морачевской в Вене.